# Vườn quốc gia Virachey
Vườn quốc gia Virachey là một vườn quốc gia ở đông bắc Campuchia. Nằm trên địa phận hai tỉnh Ratanakiri và Stung Treng, vườn quốc gia có diện tích 3.380,57 km2 (1.305,25 dặm vuông Anh). Nó là một trong hai vườn quốc gia được công nhận là Vườn di sản ASEAN và là một trong những khu vực bảo tồn ưu tiên hàng đầu tại Đông Nam Á.
Được lập theo quyết định hoàng gia Campuchia ngày 1 tháng 11 năm 1993 và thuộc quản lý của Bộ Môi trường Campuchia, hệ động thực vật của vườn quốc gia bị đe dọa bởi tình trạng khai thác gỗ bất hợp pháp.

## Mô tả
Virachey là một trong số những khu rừng sâu và biệt lập nhất tại Campuchia, phần lớn diện tích chưa được khám phá. Tại đây có một số lượng lớn các loài động thực vật hoang dã, các thác nước, núi non. Vườn quốc gia bao gồm cả vùng đất thấp bán thường xanh rậm rạp, rừng trên núi cao, thảo nguyên, rừng tre và các khu rừng rụng lá hỗn hợp. Hầu hết địa hình tại đây dao động từ 400 đến 1.500 mét so với mực nước biển.